# Raik (Name)
Raik ist ein männlicher Vorname, der auch als Familienname vorkommt.

## Herkunft und Bedeutung
Raik ist die niederdeutsche Form des friesischen Namens Rik oder Rike, einer Kurzform von Namen mit Rik wie Hend-rik, Frede-rik, Rik-kard oder Rikkert.

## Varianten
- Rayk
- Raiko[3][4]

## Namensträger

### Vorname
Raik
- Raik Dalgas (* 1976), deutscher Künstler und Aphoristiker
- Raik Dittrich (* 1968), deutscher Biathlet
- Raik Hannemann (* 1968), deutscher Schwimmer und Sportjournalist
- Raik Heckl (* 1967), deutscher evangelischer Theologe
- Raik Nowka (* 1975), deutscher Politiker
- Raik Singer (* 1963), deutscher Schauspieler
- Raik Thorstad (* 1980), deutscher Autor
- Raik Werner (* 1973), deutscher Jurist, seit 2021 Richter am Bundesgerichtshof

Raiko
- Raiko Daskalow (1886–1923), bulgarischer Politiker und Diplomat
- Raiko Krauß (* 1973), deutscher Prähistorischer Archäologe
- Raiko Küster (* 1973), deutscher Schauspieler
- Raiko Petrow (1930–2011), bulgarischer Ringertrainer und Sportwissenschaftler
- Raiko Thal (* 1963), deutscher Journalist und Fernsehmoderator

Rayk
- Rayk Anders (* 1987), deutscher Journalist
- Rayk Fritzsche (* 1978), deutscher Eisschnellläufer
- Rayk Gaida (* 1964), deutscher Schauspieler
- Rayk Goetze (* 1964), deutscher Maler und Vertreter der Neuen Leipziger Schule
- Rayk Schröder (* 1974), deutscher Fußballspieler
- Rayk Wieland (* 1965), deutscher Satiriker und Autor

### Familienname
- Katri Raik (* 1967), estnische Historikerin
- Kristi Raik (* 1975), finnische Sozialwissenschaftlerin
- Polina Rajko (1928–2004), ukrainische Malern
- Priit Raik (1948–2008), estnischer Komponist und Dirigent